# Sarah Grosjean
Pour l’article homonyme, voir Grosjean.
 (mai 2020).
Si vous disposez d'ouvrages ou d'articles de référence ou si vous connaissez des sites web de qualité traitant du thème abordé ici, merci de compléter l'article en donnant les références utiles à sa vérifiabilité et en les liant à la section « Notes et références ».
Sarah Grosjean, née le 18 juillet 1987, à Liège, en Belgique, est une artiste, comédienne, chroniqueuse et humoriste belge
Elle fait partie de l'émission  Le Grand Cactus sur la RTBF en tant que comédienne-humoriste, réalise des chroniques humoristiques sur la chaîne radio Pure FM et fait partie de l'émission Les reporters du dimanche sur Canal+.

## Biographie
Sarah Grosjean  étudie la communication dans la Haute école de la province de Liège (HEPL).
En 2010, Sarah Grosjean remporte le concours du Carrefour des comédiens dans le cadre du Festival International du Film Policier de Liège qui lui offre un cursus complet de 3 ans au cours Florent à Paris. Par la suite, elle se lance dans le stand-up, et se fait repérer en 2015 pour intégrer l'émission Le Grand Cactus sur la RTBF (émission présentée, notamment, par Jérôme de Warzée). Elle s'y fait connaître grâce à la rubrique récurrente Les Poufs, où sa partenaire est Bénédicte Philippon.
Et y interprète également plusieurs personnages tels que : Miss Ruman (Namur en verlan), Pamela Anderson, Dora l'exploratrice, Nabilla, Barbie, Amy Winehouse, Britney Spears, Meghan Markle et bien d'autres. 
En janvier 2020, la collaboration entre Sarah Grosjean et Le Grand Cactus prend fin, et on la retrouve chaque semaine dans l'émission Les reporters du dimanche sur Canal +.
En 2025, elle propose son premier seul en scène Glam, lose & Gaspacho, un spectacle qu'elle a rodé pendant deux ans en jouant dans des salles de plus en plus grandes, et qui lui a donné le sentiment d'être enfin légitime comme humoriste,.

### Chroniqueuse radio
En parallèle, de 2015 à 2019, elle est invitée à réaliser des chroniques humoristiques sur  Pure FM, une radio belge du service public. 

### Comédienne

#### Théâtre
En 2013, Sarah Grosjean écrit et met en scène sa première création Bilboquet en famille. La pièce est jouée en France, notamment au théâtre Montmartre Galabru, et en Belgique. Elle tient un rôle au côté de quatre autres comédiens.
En 2013, Sarah joue également dans la pièce « Rêverie Néphrétiques », création avec Romain Martin et Cédric Soubiron.

#### Cinéma et web séries
En 2012, Sarah Grosjean se retrouve à l'affiche du film Roadside Girls, un court métrage. Le film reçoit le prix du Public dans la catégorie « Drame » à l'Indiana Short Film Festival, en 2013.
Sarah Grosjean participe également à quelques web-séries, dont Le Stagiaire, réalisé par James Deano et Gui-Home.
En 2016, Sarah Grosjean apparaît dans le clip La confusion du groupe Dalton Télégramme (titre de l'album : Sous la fourrure). La même année, on la retrouve dans des capsules humoristiques intitulées Dé-Formation professionnelle, produites par Bruxelles Formation et réalisées par Christophe Clin. En janvier 2017, elle apparaît dans le clip Smoke and Mirrors de l'artiste Konoba (album éponyme). Toujours en 2017, elle apparaît dans la web-série Cobaye Squad.
En 2018, elle incarne le personnage de Marie Chaussée, dans des capsules vidéos sur la sécurité routière, produites par Bruxelles mobilité et réalisées par Christophe Clin.
Sarah fait également quelque apparitions dans les capsules vidéos humoristiques de Pablo Andres pour y incarner le personnage d’Anne So.

#### Doublage
En 2012, Sarah prête sa voix à la série pour enfant réalisée en stop motion « My dream jobs » en y incarnant la voix de l’enfant.

#### Distinctions
Le 19 décembre 2023, elle est nommée citoyenne d'honneur de la ville de Herve.

## Filmographie
- 2012 - Roadside Girls, réalisé par Denis Mauguit

- 2014 - Tes lèvres, réalisé par Aline Moure

- 2015 - Presque Normal, épisode de la web-série réalisée par Dan Gagnon

- 2022 - Habib, la grande aventure, réalisé par Benoît Mariage

- 2023 - 1985, réalisé par Danièle Mendez

- 2025 - Le Dossier Maldoror de Fabrice Du Welz: La journaliste de la RTBF